# Ducas
Els Ducas, en grec medieval Δούκας, femení Δούκαινα, plural Δοῦκαι, és el nom d'una família noble de l'Imperi Romà d'Orient, les branques de la qual van proporcionar diversos generals i governants notables entre els segles ix i xi. Una branca femenina, els Comnens-Ducas, va fundar el Despotat de l'Epir al segle xiii, amb una altra branca que governava a Tessàlia. Després del segle xii, els Ducas i els seus parents van ser importants a tot el món romà d'Orient, i de vegades es presentaven com a descendents directes de la família original o de la branca posterior del Despotat de l'Epir. Sembla que el nom prové del títol llatí dux, 'general', hel·lenitzat com a δοὺξ. La Dinastia dels Ducas, com a tal, va governar des de l'any 1059 fins al 1078.
No es coneix amb certesa l'origen de la família. La tradició posterior, que explica l'historiador Nicèfor Brienni el Jove, afirmava que descendien d'un cosí de l'emperador romà Constantí I el Gran que havia emigrat a Constantinoble al segle iv i que suposadament es convertí en governador de la ciutat amb el títol de dux.
Isaac I Comnè va renunciar al tron en favor del seu ministre Constantí Ducas, donant inici a la Dinastia.

## Emperadors
- Constantí X Ducas, emperador del 1059 al 1067. Va pujar al tron per la renúncia d'Isaac Comnè. Estava casat amb Eudòxia Macrembolitissa.
- Romà IV Diògenes, emperador del 1067 al 1071, també casat amb Eudòxia Macrembolitissa.
- Miquel VII, fill de Constantí Ducas, que va governar del 1071 al 1078. Estava casat amb Maria d'Alània.

De vegades es considera també d'aquesta dinastia Nicèfor III Botaniates, casat amb Maria d'Alània quan aquesta va enviudar.